# Kuusijärvi (sjö i Kemijärvi, Lappland)
Kuusijärvi är en sjö i kommunen Kemijärvi i landskapet Lappland i Finland. Den är 2,1 meter djup. Arean är 38 hektar och strandlinjen är 2,82 kilometer lång. Sjön  ingår i Kemi älvs huvudavrinningsområde.   Den ligger omkring 51 kilometer öster om Rovaniemi och omkring 710 kilometer norr om Helsingfors. 
Kuusijärvi ligger norr om Katisko-Saarijärvi. 